# Ajuntament de Solsona
L'Ajuntament de Solsona, conegut també com a Consell de Solsona, és l'administració pública que té més responsabilitat política a la ciutat de Solsona i que representa la ciutadania del municipi de Solsona.
Els seus responsables polítics són escollits per sufragi universal pels ciutadans de Solsona amb dret a vot, en eleccions celebrades cada quatre anys. Des de 1979 que el nombre de regidors per escollir en les eleccions locals és de tretze.
A més, també compta amb una plantilla de treballadors propis, dels quals se'n destaquen els treballadors de l'Oficina d'Atenció Ciutadana, dels Serveis Socials i els diferents tècnics d'àrea; juntament amb els membres del cos de la Polícia Local i també els de la Brigada Municipal.
L'Ajuntament té la seu a la Casa de la Ciutat, un edifici renaixentista, situat al carrer del Castell, 20 just al bell mig del Nucli Antic solsoní.

## La Corporació Municipal
La Corporació Municipal està formada per 13 regidors, elegits per sufragi universal cada quatre anys. Aquests regidors són els que formen el Ple de l'Ajuntament i s'agrupen en els diferents grups municipals constituïts d'acord amb les candidatures per les quals es van presentar en les eleccions locals.
La distribució actual dels regidors en grups municipals, després de les eleccions celebrades el 28 de maig de 2023, és la següent:
| ERC | Treballem per Solsona                                                                | Junts                                                                                 | ApS-CUP                                            |
| 1. Judit Gisbert i Ester 2. Joan Parcerisa i Albacete 3. Maria Moumen Es Saddouki 4. Ramon Montaner i Viladrich 5. Esther Espluga i Serra | 1. Marc Barbens i Casals 2. Isabel Pérez i Martínez 3. Jordi Sendarrubias i Martínez | 1. Elis Colell i Sancliments 2. Núria Bonet i Rafart 3. Jordi Santasusana i Soldevila | 1. Pilar Viladrich i Masana 2. Albert Colell i Riu |

Els actuals portaveus d'aquests grups municipals són:
- Joan Parcerisa i Albacete, portaveu del Grup Municipal d'Esquerra Republicana de Catalunya.
- Marc Barbens i Casals, portaveu del Grup Municipal de Treballem per Solsona.
- Núria Bonet i Rafart, portaveu del Grup Municipal del Junts.
- Pilar Viladrich i Masana, portaveu del Grup Municipal d'Alternativa per Solsona - Candidatura d'Unitat Popular.

Els regidors i regidores de l'Ajuntament en els dies més importants llueixen com a distintius una banda de color grana i una medalla amb l'escut de la ciutat gravat.

## L'alcalde de Solsona
L'Alcalde és la màxima autoritat del municipi i és escollit pels membres del Ple Municipal en majoria absoluta en una primera volta de la sessió constitutiva del Ple de l'Ajuntament. En el cas que no s'esculli en aquesta primera volta, es procedeix a nomenar alcalde al cap de la llista més votada a les urnes.
Des de la recuperació de la democràcia als Ajuntaments el 1979, Solsona ha tingut quatre alcaldes. El primer fou Ramon Llumà, de Convergència Democràtica que des de 1979 fins al 2003 estigué al capdavant de l'Ajuntament solsoní. El substituí el convergent Jordi Riart que només ocupà l'alcaldia durant una legislatura, deixant pas el 2007 a Xavier Jounou d'ERC, que accedí a aquest càrrec amb la suma dels vots del seu grup i els del PSC i del Comú, fins a la seva defunció el gener de 2010. Des del 23 de gener de 2010 fins al setembre de 2021 David Rodríguez també d'ERC fou l'alcalde de Solsona. Actualment, des del 2021, l'actual alcaldesa és Judit Gisbert i Ester d'ERC
L'alcalde de Solsona també és qui presideix l'Ajuntament i la Corporació Municipal, per això també n'és el president.

## Govern municipal
L'equip de govern de l'Ajuntament de Solsona està format pels membres de la Junta de Govern Local (l'alcalde i els tinents d'alcalde) i també per a aquells regidors en els quals se'ls delega una competència pròpia del Govern municipal.
Així doncs, l'actual Equip de Govern està format per vuit membres, d'entre els quals hi ha l'alcalde que és el que presideix.
L'actual equip de govern és:.
| Persona                    | Partit | Càrrec |
| -------------------------- | ------ | --- |
| Judit Gisbert i Ester      | ERC    | Alcalde. Hisenda i Administració                                                                                  |
| Joan Parcerisa i Albacete  | ERC    | Primer tinent d'alcalde i regidor de Urbanisme, Obres Públiques i Serveis Municipals, Esports i Noves Tecnologies |
| Ramon Montaner i Viladrich | ERC    | Segon tinent d'alcalde i regidor de Desenvolupament Local, Medi Ambient i Parcs i Jardins                         |
| Pilar Viladrich i Masana   | CUP    | Tercera tinent d'alcalde i regidora d'Habitatge, Infància i Participació                                          |
| Maria Moumen Es Saddouki   | ERC    | Quarta tinent d'alcalde i regidora de Drets Socials, Feminismes i Transparència                                   |
| Esther Espluga i Serra     | ERC    | Regidora d'Educació, Governació i Salut                                                                           |
| Albert Colell i Riu        | CUP    | Regidora de Cultura, Joventut i Comunicació                                                                       |

## Composicions anteriors de l'Ajuntament

### I legislatura: 1979-1983
Les primeres eleccions democràtiques després del Franquisme, l'any 1979, van donar lloc a la I legislatura (1979-1983) amb la composició del ple següent que es va constituir el 19 d'abril:
| CiU | AEI | PSC |
| 1. Ramon Llumà i Guitart 2. Francesc Xavier Ballabriga i Cases 3. Eduard Tripiana i Ramonet Fins al 5 d'agost de 1980 4. Ramon Pallarès i Berenguer 5. Joan Sampons i Vilar 6. Francesc Feu i Boix 7. Francesc Lupiañez i Zapata 8. Ramon Passada i Clotet Des del 5 d'agost de 1980 | 1. Florenci Vicens i Reig 2. Delfí Serra i Rius 3. Carles Torres i Romero 4. Joan Maria Caball i Moncunill | 1. Ramon Navès i Roca Fins al 28 de gener de 1983 2. Joan Badia i Terrado Fins al 31 de març de 1981 3. Guillem Martínez i Miquela Des del 31 de març de 1981 i fins al 30 d'arbil de 1982 4. Manuel España Des del 30 d'abril de 1982 |

### II legislatura: 1983-1987
El Ple municipal durant la II legislatura (1983-1987) va estar format pels següent membres:
| CiU | PSC'-PSOE'             | AP-PDP-UL |
| 1. Ramon Llumà i Guitart 2. Florenci Vicenç i Reig 3. Ramon Pallarès i Berenguer 4. Mercè Augé i Pellicer 5. Ramon Navès i Roca 6. Francesc Xavier Ballabriga i Cases 7. Romà Salas i Casafont 8. Montserrat Jounou i Cardona 9. Francisco Cervilla i Garcia 10. Joan Campàs i Torradeflot 11. Joan Tarrés i Marbà | 1. Ramon Cases i Porta | 1. José Antonio Vilches i Fernández Fins al 25 d'octubre de 1984 2. Josep Bernadó i Travesset Des del 25 d'octubre de 1984 |

### III legislatura: 1987-1991
La III legislatura de 1987 a 1991 va tenir com a regidors i regidores els següents membres:
| CiU | AP                                                                            | ER                                                    |
| 1. Ramon Llumà i Guitart 2. Mercè Augé i Pellicer 3. Manel Casserras i Boix 4. Joan Serra i Caball 5. Montserrat Jounou i Cardona 6. Pere Camps i Colomés 7. Francesc Xavier Ballabriga i Cases 8. Lluís Colillas i Coromina Fins al 30 de març de 1989 9. Romà Salas i Casafont Des del 30 de març de 1989 | 1. Josep Bernadó i Travesset 2. Joan Viladrich i Ros 3. Lluís Barbens i Babià | 1. Josep Vila i Santaeluària 2. Josep Vilaseca i Solé |

### IV legislatura: 1991-1995
Composició del Ple municipal durant la IV legislatura (1991-1995):
| CiU | PSC                                                | PP                                                     | FÒRUM | UMS                   |
| 1. Ramon Llumà i Guitart 2. Pere Camps i Colomés 3. Joan Serra i Caball 4. Manel Casserras i Boix 5. Romà Salas i Casafont 6. Francesc Xavier Ballabriga i Cases 7. Jordi Estany i Bringues | 1. Xavier Vilaseca i Betran 2. Joan Subirà i Piñol | 1. Joan Viladrich i Ros 2. Josep Terricabras i Colomés | 1. Joan Viladrich i Aynés Fins al 28 de maig de 1992 2. Marcel·lí Corominas i Cots Del 28 de maig de 1992 fins l'11 de maig de 1993 3. Francesc Riu i Albets Des de l'11 de maig de 1993 | 1. Ramon Navès i Roca |

### V legislatura: 1995-1999
Durant la V legislatura (1995-1999) els integrants del Ple de l'Ajuntament van ser aquests:
| CiU | ERC                                                        | PSC | PP                       | FÒRUM |
| 1. Ramon Llumà i Guitart 2. Joan Serra i Caball 3. Romà Salas i Casafont 4. Manel Casserras i Boix Fins al 9 de juliol de 1996 5. Celestí Miravete i Almela 6. Francesc Xavier Ballabriga i Cases 7. Jordi Estany i Bringues 8. Maria Eulàlia Sànchez i Vantolra 9. Jordi Xandri i Solé Des del 29 d'agost de 1996 | 1. Francesc Xavier Jounou i Bajo 2. Jaume Porredon i Vidal | 1. Xavier Vilaseca i Bertran Fins al 25 de juny de 1998 2. Joan Subirà i Piñol Des del 25 de juny de 1998 | 1. Jaume Cardona i Pensí | 1. Roser Fons i Solé Fins al 25 de juliol de 1996 2. Marcel·lí Corominas i Cots Del 25 de juliol de 1996 fins al 28 de maig de 1997 3. Carme Cusí i Piera Del 28 de maig de 1997 fins al 30 d'abril de 1998 4. Francesc Riu i Albets Des del 30 d'abril de 1998 |

### VI legislatura: 1999-2003
La composició de la Corporació Municipal entre el 1999 i el 2003 va ser la següent:
| CiU | ERC                                                                      | FÒRUM-FIC | PSC | PP                        |
| 1. Ramon Llumà i Guitart 2. Joan Serra i Caball 3. Joan Caelles i Riera 4. Jordi Xandri i Solé 5. Romà Salas i Casafont Fins l'1 de desembre de 2002 6. Francesc Xavier Ballabriga i Cases Fins al 14 de desembre de 2000 7. Jordi Estany i Bringues Des del 14 de desembre de 2000 8. M. Àngels Montilla i Maldonado Des del 30 de desembre de 2002 | 1. Xavier Jounou i Bajo 2. Jaume Porredon i Vidal 3. Lluís Pujol i Serra | 1. Roser Fons i Solé Fins al 21 de maig de 2001 2. Joan Angrill i Balletbó 3. Francesc Riu i Albets Des del 21 de maig de 2001 | 1. Joan Subirà i Piñol Fins al 29 de juliol de 2002 2. Xavier Vilaseca i Bertran Des del 29 de juliol de 2002 | 1. Eliseu Ribalta i Orrit |

### VII legislatura: 2003-2007
Durant la VII legislatura corresponent entre els anys 2003 i 2007 fou aquesta la composició del Ple municipal:
| CiU | El Comú                                                                           | ERC                                                                          |
| 1. Jordi Riart i Vendrell 2. Francesc Azorín i Montañà 3. Immaculada González i Ribes Fins al 29 de juliol de 2006 4. Núria Giné i Esparbé 5. Jordi Xandri i Solé 6. Dolores Carmen Pérez Alcázar 7. José Antonio Pelegrina i Murcia 8. Montserrat Albacete i Garcia Des del 29 de juliol de 2006 | 1. Martí Abella i Pere 2. Marcel·lí Corominas i Cots 3. Xavier Vilaseca i Bertran | 1. Xavier Jounou i Bajo 2. Lluís Pujol i Serra 3. Salvi Nofrarias i Bellvehí |

### VIII legislatura: 2007-2011
La composició del Ple municipal durant la VIII legislatura (2007 - 2011) fou la següent:
| CiU | ERC | El Comú                                          | PSC                                                          |
| 1. Jordi Riart i Vendrell 2. José Antonio Pelegrina i Murcia 3. Montserrat Albacete i Garcia 4. Francesc Azorin i Montañà 5. Miriam Semís i Castro | 1. Xavier Jounou i Bajo Fins al 13 de gener de 2010 2. Salvi Nofrarias i Bellvehí 3. David Rodríguez i Gonzàlez 4. Sara Alarcón i Postils 5. Clara Agut i Vilaró Des del 23 de gener de 2010 | 1. Martí Abella i Pere 2. Jordi Fraxanet i Nadal | 1. Josep Caelles i Subirana 2. Encarnació Tarifa i Fernández |

### IX legislatura: 2011-2015
En el IX mandat, entre 2011 i 2015, la corporació va comptar amb els següents membres:
| ERC | CiU | PSC                              |
| 1. David Rodríguez i González 2. Lluís Xavier Gonzàlez i Villaró 3. Salvi Nofrarias i Bellvehí 4. Sara Alarcón i Postils 5. Maria Tripiana i Viladrich 6. Judit Cardona i Calvo 7. Maria Isabel Roca i Guitart | 1. Esteve Algué i Cardona 2. Francesc Azorín i Montaña 3. Anna M. Viladrich i Barcons Fins al 7 de setembre de 2012 4. David Manzano i Soler 5. Sílvia Torra i Vila 6. Juan Campus i Garcia Des del 7 de setembre de 2012 | 1. Encarnació Tarifa i Fernández |

I l'equip de govern el conformaven les següents persones:
| Persona                         | Partit | Càrrec |
| ------------------------------- | ------ | --- |
| David Rodríguez i González      | ERC    | Alcalde, president de l'Ajuntament i regidor de Brigada Municipal i Serveis Funeraris i (des del 25 de setembre de 2014) de Participació i Comunicació i Noves Tecnologies. |
| Lluís-Xavier Gonzàlez i Villaró | ERC    | Primer tinent d'alcalde i regidor de Promoció Econòmica i Esports i (fins al 25 de setembre de 2014) de Participació i Comunicació i Noves Tecnologies.                     |
| Salvi Nofrarias i Bellvehí      | ERC    | Segon tinent d'alcalde i regidor d'Hisenda i Administració, Urbanisme i Serveis.                                                                                            |
| Sara Alarcón i Postils          | ERC    | Tercera tinent d'alcalde i regidora de Cultura, el Vinyet i Salut |
| Maria Tripiana i Viladrich      | ERC    | Quarta tinent d'alcalde i regidora d'Acció Social. |
| Judit Cardona i Calvo           | ERC    | Regidora de Medi Ambient. |
| Isabel Roca i Guitart           | ERC    | Regidora de Governació. |
| Encarnació Tarifa i Fernández   | PSC    | Regidora d'Educació. |

### X legislatura: 2015-2019
La composició de la Corporació Municipal entre el 2015 i el 2019 va ser la següent:
| ERC-AM | CiU                                                                        | ApS-CUP-PA                                             | PSC-CP                          |
| 1. David Rodríguez i González 2. Lluís Xavier González i Villaró 3. Ramon Xandri i Solé 4. Sara Alarcón i Postils 5. Rosó Barrera i Call 6. Isabel Roca i Guitart 7. Antoni Carralero i Ruiz | 1. Marc Barbens i Casals 2. Isabel Pérez i Martínez 3. Sílvia Torra i Vila | 1. Òscar Garcia i Companys 2. Octavi Esteve i Armengol | 1. Yasmina Valderrama i Ramallo |

I l'equip de govern el conformaven les següents persones:.
| Persona                         | Partit | Càrrec |
| ------------------------------- | ------ | --- |
| David Rodríguez i González      | ERC    | Alcalde. Acció Social                                                                                                 |
| Lluís-Xavier Gonzàlez i Villaró | ERC    | Primer tinent d'alcalde i regidor de Promoció Econòmica i Comunicació i Noves Tecnologies                             |
| Ramon Xandri i Solé             | ERC    | Segon tinent d'alcalde i regidor d'Hisenda, Administració, Esports, Entitats Socials, Serveis Funeraris i Nucli Antic |
| Rosó Barrera i Call             | ERC    | Tercera tinent d'alcalde i regidora de Urbanisme i Obres Públiques, Serveis Municipals i Habitatge, i Vinyet          |
| Isabel Roca i Guitart           | ERC    | Quarta tinent d'alcalde i regidora de Governació i Educació                                                           |
| Sara Alarcón i Postils          | ERC    | Regidora de Cultura                                                                                                   |
| Antoni Carralero i Ruiz         | ERC    | Regidora de Medi Ambient i Participació                                                                               |
| Yasmina Valderrama i Ramallo    | PSC    | Regidora de Salut i Polítiques d'Igualtat, i Joventut                                                                 |

### XI legislatura: 2019-2023
LDurant la XI legislatura (2023-2027) els integrants del Ple de l'Ajuntament van ser aquests:
| ERC | CiU                                                                           | ApS-CUP                                                | PSC                                                                         |
| 1. Judit Gisbert i Ester (substitueix a David Rodríguez i González el setembre de 2021) 2. Ramon Montaner i Viladrich 3. Rosó Barrera i Call 4. Ramon Xandri i Solé 5. Isabel Roca i Guitart (s'incorpora com a regidora el novembre de 2021) 6. Sara Alarcon i Postils 7. Joan Parcerisa i Albacete | 1. Marc Barbens i Casals 2. Isabel Pérez i Martínez 3. César García i Sánchez | 1. Pilar Viladrich i Masana 2. Òscar Garcia i Companys | 1. Mohamed El Mamoun Mrimou (substitueix a Encarna Tarifa el gener de 2021) |

I l'equip de govern el conformaven les següents persones:.
| Persona                    | Partit | Càrrec                                                                                                   |
| -------------------------- | ------ | --- |
| David Rodríguez i González | ERC    | Alcalde. Afers Socials Fins al setembre de 2021                                                          |
| Rosó Barrera i Call        | ERC    | Primer tinent d'alcalde i regidora d’Urbanisme, Obres Públiques i Serveis Municipals                     |
| Ramon Montaner i Viladrich | ERC    | Segon tinent d'alcalde i regidor de Desenvolupament Local, Medi Ambient i Parcs i Jardins                |
| Judit Gisbert i Ester      | ERC    | Tercera tinent d'alcalde i regidora d’Educació, Cultura, Salut i Igualtat                                |
| Ramon Xandri i Solé        | ERC    | Quarta tinent d'alcalde i regidora d’Hisenda i Administració, Serveis Funeraris, Nucli Antic i Habitatge |
| Sara Alarcón i Postils     | ERC    | Regidora del Vinyet                                                                                      |
| Joan Parcerisa i Albacete  | ERC    | Regidora de Comunicació i Noves Tecnologies, Transparència i Participació, Esports i Joventut            |